# Austroasca atraphaxidis
Austroasca atraphaxidis är en insektsart som först beskrevs av Mitjaev 1971.  Austroasca atraphaxidis ingår i släktet Austroasca och familjen dvärgstritar.
Artens utbredningsområde är Kazakstan. Inga underarter finns listade i Catalogue of Life.